# Out of the Fog (film 1919)
Out of the Fog è un film muto del 1919 diretto da Albert Capellani. La sceneggiatura, firmata dallo stesso regista e da June Mathis, si basa su Ception Shoals, lavoro teatrale di H. Austin Adams andato in scena a New York il 10 gennaio 1917 che aveva avuto come interpreti principali gli stessi attori che appaiono nel film, Nazimova, Charles Bryant e Henry Harmon.

## Trama

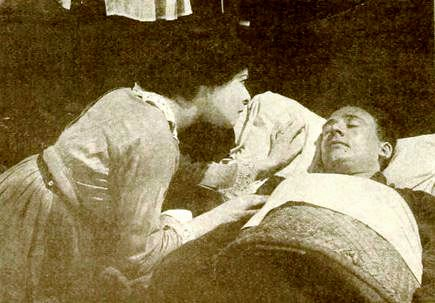
Nazimova e Charles Bryant

Distrutta dal dolore dalla morte del suo amante annegato in mare, Faith Coffin confessa al fratello Job di essere incinta. L'uomo, un bigotto fanatico, dopo il parto conduce la sorella in un faro solitario della Florida, dove la spinge al suicidio. Job alleva rigidamente la piccola Eve, impedendole ogni contatto con il resto della gente. A vent'anni, Eve incontra un marinaio, Jim Smooth, che riesce a rubarle un bacio. La cosa la sconvolge e le risveglia sentimenti che non sapeva di avere e che vengono vieppiù rinfocolati quando assiste al parto di una donna su uno yacht. Eve si innamora di Philip Blake, il capitano dell'imbarcazione, che dopo aver riportato la donna a casa, ritorna da lei. Ma Job, dopo aver chiuso la nipote nel faro, annuncia al capitano che Eve è morta. Smooth, il marinaio che aveva baciato la ragazza, si trova con Philip e, quando Eve viene liberata, cerca di aggredirla, chiudendo Job nella torre. Philip salva Eve. I due, poi, trovano nel faro Job morto a causa di un infarto da cui è stato colpito quando cercava di uscire per soccorrere la nipote da Smooth.

## Produzione
Il film fu prodotto dalla Metro Pictures Corporation.

## Distribuzione
Il copyright del film, richiesto dalla Metro, fu registrato il 7 febbraio 1919 con il numero LP13394.
Distribuito dalla Metro Pictures Corporation, il film uscì nelle sale statunitensi il 9 febbraio 1919. In Francia fu distribuito il 2 gennaio 1920 con il titolo Hors de la brume; in Svezia, il 19 gennaio come Ut ur dimman; in Austri nel 1922 come Der Leuchtturmwächter auf Florida.
Non si conoscono copie ancora esistenti della pellicola che viene considerata presumibilmente perduta.